# مهناز پسیخانی
مھناز پسیخانی، متولد ١٣۴۶، بندر انزلی، کارشناسی ارشد تصویرسازی از دانشکده ھنر سوره و کارشناسی نقاشی از دانشکده ھنرھای زیبا تھران، نایب رييس انجمن نقاشان ايران، عضو پیوسته انجمن نقاشان ایران می باشد.

## نمایشگاه ها
برگزاری۴ نمایشگاه انفرادی نقاشی و مجسمه در گالری‌ھای سیحون، طراحان آزاد، الھه و فرشته از سال ١٣٧۶ تا ١٣٩۵
شرکت در نمایشگاه ھای گروھی در ایران، سوئد، ارمنستان، فرانسه، قطر، ژاپن و ایتالیا
شرکت در اولین نمایشگاه ھنر مفھومی موزه ھنرھای معاصر، ٢٠٠١
شرکت در نمایشگاه گروھی باغ ایرانی، موزه ی ھنرھای معاصر، تھران ٢٠٠۴
ھمکاری با گالری لایم گرافیک در شھر مالمو سوئد از سال ٢٠٠١ به مدت ده سال